# 老農
老農（ろうのう）とは、おもに明治時代、農書に基づいて在来農学を研究し、これに自らの体験を加えて高い農業技術を身につけた農業指導者。

## 概説
特に群馬県の船津伝次平、奈良県の中村直三、香川県の奈良専二の3人は明治の三老農と呼ばれ、彼らに次いで福岡県の林遠里、秋田県の石川理紀之助が知られていた。
彼らは、輸入学問であった近代農学とは独立して、近世以前の在来農学の蓄積に基づき、単なる個人の経験の寄せ集めという段階を越えた実証主義的な態度からの技術改良を志向した。一部には、イネの品種間の実証的な比較収量試験を行ったり、メンデルの法則の導入以前から交配によるカイコの品種改良を試みるものもいたという。
この老農らによって、1875年頃から各地で種子交換会や農事会など、農業技術の交流を行う組織が形成された。また、老農らによって集約・収斂された在来農学の集大成は明治農法と呼ばれた。
老農らをまとめ、組織化した会は農談会とよばれた。農談会は明治初期より各地で小規模なものが開かれていたが、1881年3月に開催された全国農談会が、初の全国規模の農談会といわれる。